# Emmet Densmore
Pour les articles homonymes, voir Densmore.
Emmet Densmore, né le 19 mai 1837 dans le comté de Crawford en Pennsylvanie et mort le 2 mars 1911 à New York, est un homme d'affaires et médecin américain, défenseur de l'hygiène naturelle. Il a promu une première version du régime paléolithique.

## Biographie
Emmet Densmore est né dans le comté de Crawford, en Pennsylvanie. Il est le fils de Joel et Sophia Densmore. Dans sa jeunesse, il travaille à la scierie de son père puis comme imprimeur à Meadville. Il passe deux ans à Allegheny College et, en 1862, développe avec ses frères l'un des premiers puits de pétrole à succès à Oil Creek. Il achète et vend des puits de pétrole et, pendant plusieurs années avec son frère James Densmore (en), investit dans le développement de la machine à écrire Sholes,. Cette machine à écrire va devenir célèbre sous le nom de machine à écrire Remington. De 1871 à 1872, Densmore possède des brevets britanniques pour la machine à écrire et l'introduit à Londres. En 1885, il met au point avec son frère Amos, la machine à écrire Densmore. La première machine à écrire Densmore est apparue sur le marché en 1891.
Densmore obtient son doctorat en médecine du New York University School of Medicine en 1885. Il est président de la Garfield Tea Company de Brooklyn, qui produit le Garfield Tea, entièrement à base d'herbes,. Densmore se marie plusieurs fois. Il épouse Elizabeth Heard en 1855, Helen Barnard en 1881 et Mabelle Hoff en 1905.
Il possède un ranch de 110 acres à Los Alamitos dont la majorité des terres se compose d'arbres fruitiers. Il est aussi président de la société Barnard Densmore qui fabrique de l'eau distillée et des fruits en conserve à Los Angeles. Densmore est partisan des phénomènes psychiques et spiritualistes. Il écrit l'introduction du livre Arcana of Nature d'Hudson Tuttle.
Partisan du dessein intelligent, il écrit : « Je suis l'un de ces scientifiques démodés qui perçoivent le design dans l'univers. Peu importe le titre que nous donnons au Souverain Suprême : Loi Naturelle, ou Dieu, ou ce que vous voulez : il me semble qu'il y a des preuves concluantes d'un dessein intelligent dans le Grand Artificier. ».
Des informations contradictoires existent sur la mort de Densmore. Des nécrologies dans plusieurs revues médicales et journaux déclarent qu'il est décédé à Cassadaga en Floride, après deux ans de maladie le 18 février 1911,,,. L' American Library Annual indique sa date de décès au 2 mars 1911 à New York.
Densmore a laissé une grande partie de sa fortune à l'Institut Tuskegee. Il a demandé que son corps soit remis à une école de médecine pour dissection.

## Le régime Densmore

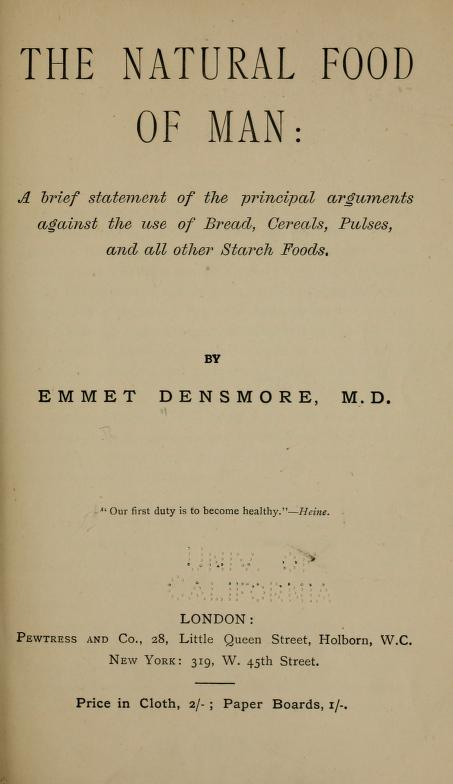
The Natural Food of Man, publié en 1890

Densmore promeut un régime à base de fruits et de noix, qu'il croit être la nourriture naturelle de l'homme primitif,,,. Il déclare que « le pain est le bâton de la mort » et s'oppose ainsi à la consommation de pain, de céréales, de légumineuses et de légumes. Il pense que tous les féculents ne sont pas bénéfiques et préconise l'utilisation de fruits sucrés à leur place. Son régime alimentaire recommandé se compose de fruit et de noix,. Il pense que la vie naturelle de l'homme doit être de 120 ans.
Densmore est un farouche opposant à la profession médicale et au végétarisme. Il s'oppose à l'utilisation de toutes les drogues et pense que les mesures d'hygiène diététiques et naturelles peuvent guérir la maladie,. Il préconise le jeûne comme traitement de la maladie. Densmore est l'auteur du livre The Natural Food of Man. Il s'installe en Grande-Bretagne juste avant 1890. Son livre a une influence sur les naturopathes. Les experts médicaux critiquent le livre pour la promotion d'un régime à la mode. Une revue dans le Edinburgh Medical Journal note que la croyance de Densmore contre le végétarisme n'est que le désir de construire une autre mode qui lui est propre.
Densmore fait valoir que les céréales sont « des aliments non naturels et induisant des maladies ». Des articles sont publiés qui contestent son anticeréalisme. James Burn décrit son régime comme « un charlatanisme anti-végétarien ».
Densmore édite le magazine mensuel de Londres, Natural Food (1890–1895) et avec sa femme Helen, le magazine de santé Earnest Words,. En 1890, Densmore et Helen fonde la Natural Food Society à Londres qui offre un système de principes alimentaires qui sont, selon eux, plus agréable et pratique que « le végétarisme orthodoxe ou le tarif ordinaire ».

## Publications
- 1890 : The Natural Food of Man: A Brief Statement of the Principal Arguments Against the Use of Bread, Cereals, Pulses, and All Other Starch Foods
- 1892 : How Nature Cures
- 1896 : Fruit as Food
- 1899 : Consumption and Chronic Diseases
- 1907 : Sex Equality: A Solution of the Woman Problem